# まつなみ (巡視艇・初代)
まつなみ（英語: JCG Matsunami, PC-53）は、海上保安庁が運用していた巡視艇。区分上はPC型、公称船型は特23メートル型。

## 来歴
昭和天皇は生物学者として、海洋生物や植物の研究にも力を注いでいた。
このことから宮内庁では、1934年に天皇陛下の御採集船として木造の葉山丸を建造した。第2次世界大戦中には海軍兵学校に預けられる。戦後は英豪軍が接収し瀬戸内海でヨットとして使用していたが、1949年に退役したあとは海上保安庁の管理下に入り、復元工事ののち、再び採集作業に使われるようになった。しかし老朽化もあり、1956年には、海上保安庁の23メートル型港内艇「むらくも」を改装、「はたぐも」と改称して、海洋生物採集船として用いるようになった。
しかし同艇も老朽化が進んだことから、昭和45年度計画で代船が建造されることになった。これが本艇である。

## 設計
全アルミニウム合金製、没水部船型はV型であった。上部構造物は比較的大きく、前部には研究室と随員控室が配されていた。操舵室はそれらの後方に半甲板分高く設けられた。なお船尾にはトロールウィンチなどの採集設備が配置されていた。
主機関は「はたぐも」と同様にCODOD方式を採用しており、通常航行時には両舷の大主機を用い、採集作業時には微速航行用の小主機で中央軸を駆動する。なお中央軸はVドライブ式であった。大主機は池貝-ベンツMB820Dbディーゼルエンジン2基（単機出力1,100馬力）、小主機はDA640ディーゼルエンジン2基（単機出力90馬力）であった。